# Стів Макквін (режисер)
Сер Стів Родні МакКвін (англ. Steve McQueen; нар. 9 жовтня 1969) — британський кінорежисер, кінопродюсер, сценарист та відеохудожник. За заслуги в образотворчому мистецтві був призначений командором ордена Британської імперії. 2014 року увійшов до щорічного списку «найвпливовіших людей світу» за версією журналу «Time». Лауреат премії «Оскар», володар двох нагород BAFTA, та стипендії BFI (2016).
Макквін почав своє навчання з вивчення живопису у Лондонському коледжі мистецтва та дизайну Челсі. Згодо вивчав кіно у Голдсмітському коледжі та у Нью-Йоркському університеті. Під впливом Жана Віго, Жана-Люка Годара, Франсуа Трюффо, Інгмара Бергмана та Енді Уоргола Макквін почав знімати короткометражні фільми. За свою творчість отримав премію Тернера, найвищу нагороду, яку вручають британським художникам. 2006 року випустив «Королеву та країну», яка вшановує смерть британських солдатів в Іраку, представляючи їхні портрети у вигляді аркушів марок.
Став відомий режисером фільмів, які говорять про складні теми, таких як «Голод» (2008) – історична драма про голодування в Ірландії 1981 року, «Сором» (2011) – драма про керівника, який бореться із сексуальною залежністю, «12 років рабства» (2013) – адаптація мемуарів про раба Соломона Нортапа 1853 року, кримінальний трилер «Вдови» (2018) – дія якого відбувається у сучасному Чикаго. Випустив «Small Axe» (2020) – збірку з п’яти фільмів, «дія яких розгортається в лондонській громаді Вест-Індії з кінця 1960-х до початку 80-х років», а також документальний серіал BBC «Повстання» (2021).
За фільм «12 років рабства» отримав премію «Оскар» за найкращий фільм, премію BAFTA за найкращий фільм та премію «Золотий глобус» за найкращу драма. Макквін став першим темношкірим режисером, який отримав премію «Оскар» за найкращий фільм.

## Життєпис

### Дитинство та освіта
Народилася в Лондоні. Мати з Гренади, батько – з Тринідаду, обидва емігрували до Англії. Зростав в Ілінгу, на Західному Лондоні. Навчався в середній школі Drayton Manor. В інтерв’ю 2014 року заявив, що мав дуже поганий досвід у школі, де його віддали в клас для учнів, який вважався найкращим для «фізичної праці, більше сантехніків та будівельників та всього подібного». Макквін заявив, що по поверненню для вручення нагород за досягнення, новий керівник школи наголошував на інституційному расизмі тих часів. Через дислексію змушений був носити пов’язку через «ледаче око.
Захоплювався футболом, виступав за футбольну команду. Вчився у коледжі Ілінга, Хаммерсміта та Вест-Лондона, потім вивчав мистецтво та дизайн у коледжі мистецтв Челсі, а згодом образотворче мистецтво у коледжі Голдсміт Лондонського університету, де він уперше зацікавився кіно. Залишив Голдсмітс та певний час навчався у Школі мистецтв Тіша Нью-Йоркського університету у США. Вплив на подальшу творчість мали Енді Воргол, Сергій Ейзенштейн, Дзиґа Вертов, Жан Віго, Бастер Кітон, Карл Теодор Дреєр, Робер Брессон та Біллі Вайлдер.

### Короткометражні фільми та візуальне мистецтво
Фільми Макквіна як художника зазвичай проектувалися на одну або кілька стін закритого простору художньої галереї, та часто були чорно-білими та мінімалістичними. Він посилався на вплив нової хвилі та фільми Енді Ворхола. Часто сам знімався у фільмах. Макквін познайомився з арт-куратором Оквуі Енвезором у 1995 році в Інституті сучасного мистецтва в Лондоні, який став для нього наставником, а також другом, мав значний вплив на творчість Макквіна.

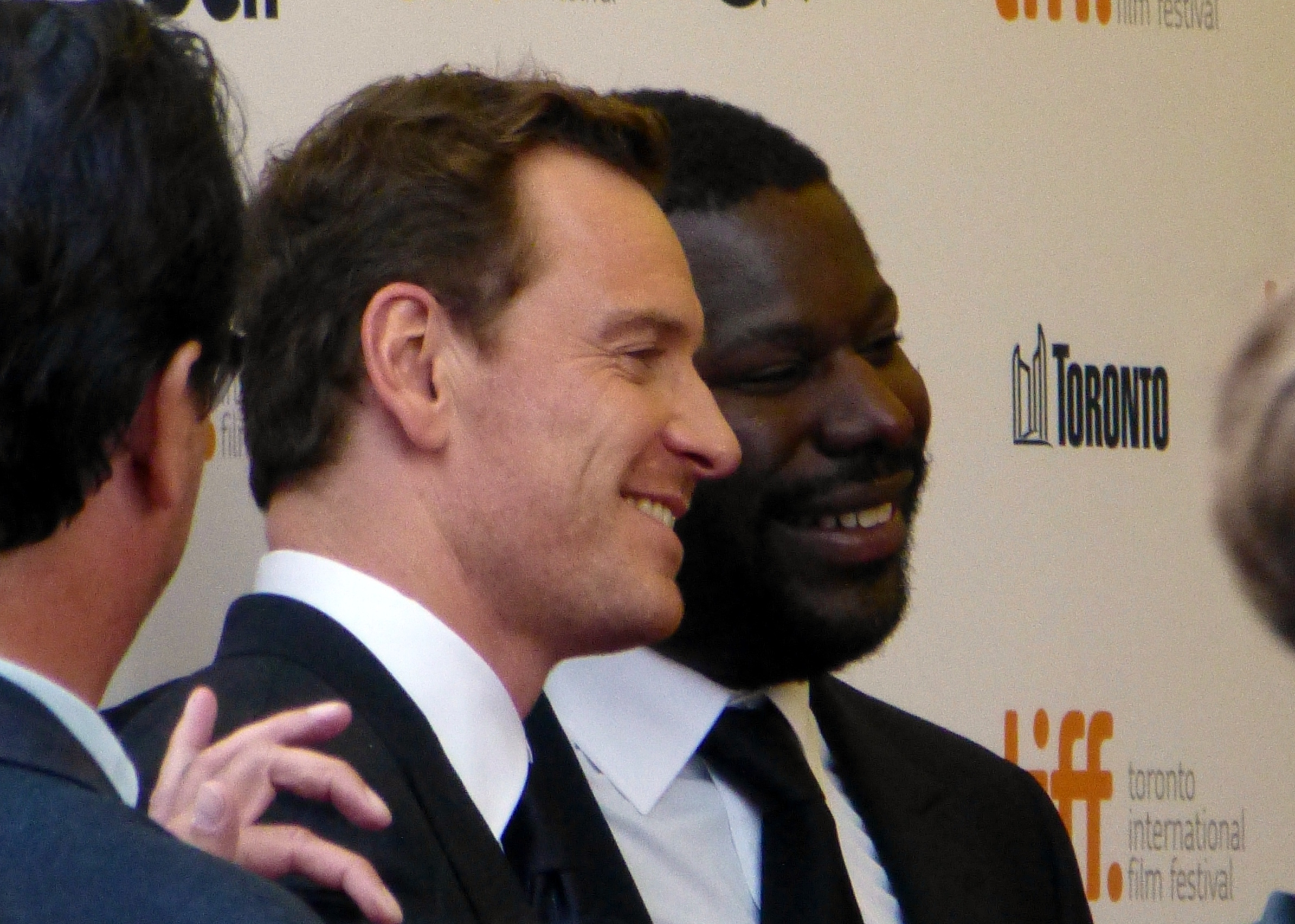
Макквін із актором Майклом Фассбендером (2013)

Першою значною роботою став короткометражний «Ведмідь» (1993), у якому двоє оголених чоловіків (один із них Макквін) обмінюються серією поглядів, які можна сприйняти як кокетливі, або погрозливі. «Deadpan» (1997) – це відтворення трюку Бастера Кітона, в якому руйнується будинок навколо Макквіна, який при цьому залишається неушкодженим, оскільки стоїть там, де немає вікна.
Крім того, що обидва ці фільми чорно-білі, вони ще й німі. Перший із фільмів Макквіна, у якому використовувався звук, також був першим, у якому використовувалося кілька зображень: «Барабанний дріб» (1998). Ефект досягався за допомогою трьох камер, дві з яких було встановлено з боків, а одна – спереду бочки з маслом, яку Макквін котив вулицями Манхеттена. Зображення проектується на три стіни замкнутого простору. Також Макквін займався скульптурою («Білий слон», 1998)), фотографією.
1999 року отримав премію Тернера. 2006 поїхав до Іраку як офіційний військовий художник. Наступного року представив роботу «Королева і країна», який вшановував смерть британських солдатів, які загинули під час війни в Іраку, представивши їхні портрети у вигляді аркушів марок. Королівська пошта відхилила пропозицію вивести марки в обіг.
Короткометражний фільм 2007 року «Грейвсенд» зобразив процес очищення та виробництва колтану. Прем'єра відбулася у Товаристві Відродження в Сполучених Штатах.

## Фільмографія
| Рік  |    | Назва                  | Оригінальна назва  | Режисер | Сценарист | Продюсер | Примітки                           |
| ---- | -- | ---------------------- | ------------------ | ------- | --------- | -------- | ---------------------------------- |
| 1993 | кф | Ведмідь                | Bear               | Так     |           |          |                                    |
| 1995 | кф | П'ять легких п'єс      | Five Easy Pieces   | Так     |           |          |                                    |
| 1996 | кф | Прямо над моєю головою | Just Above My Head | Так     |           |          |                                    |
| 1996 | кф | Сцена                  | Stage              | Так     |           |          |                                    |
| 1997 | кф | Вихід                  | Exodus             | Так     |           |          |                                    |
| 1997 | кф |                        | Deadpan            | Так     |           |          |                                    |
| 2001 | кф |                        | Girls, Tricky      | Так     |           |          |                                    |
| 2002 | кф | Освітлювач             | Illuminer          | Так     |           |          |                                    |
| 2002 | кф |                        | Western Deep       | Так     |           |          |                                    |
| 2004 | кф | Шарлотта               | Charlotte          | Так     |           |          |                                    |
| 2007 | кф | Грейвсенд              | Gravesend          | Так     |           |          |                                    |
| 2008 | ф  | Голод                  | Hunger             | Так     | Так       | Ні       |                                    |
| 2009 | кф | Джардіні               | Giardini           | Так     |           |          |                                    |
| 2009 | кф |                        | Static             | Так     |           |          |                                    |
| 2011 | ф  | Сором                  | Shame              | Так     | Так       | Ні       |                                    |
| 2013 | ф  | 12 років рабства       | 12 Years a Slave   | Так     | Ні        | Так      |                                    |
| 2018 | ф  | Вдови                  | Widows             | Так     | Так       | Так      |                                    |
| 2020 | тф |                        | Small Axe          | Так     | Так       | Так      | Антологічний цикл із п'яти фільмів |
| 2021 | тф | Повстання              | Uprising           | Так     | Так       | Ні       | Документальний цикл                |
| 2023 | кф | Гренфелл               | Grenfell           | Так     |           |          |                                    |
| 2023 | дф |                        | Occupied City      | Так     | Ні        | Так      |                                    |
| TBA  | ф  | Бліц                   | Blitz              | Так     | Так       | Так      |                                    |